# Kazufumi Miyazawa
Kazufumi Miyazawa (jap. 宮沢 和史 Miyazawa Kazufumi; ur. 1966) – japoński aktor, poeta, piosenkarz. Przede wszystkim znany jako wokalista grupy rockowej The Boom oraz Miyazawa Sick Band.
Urodził się w Kōfu, około 100 km na zachód od Tokio. Zadebiutował w 1989 jako wokalista grupy rockowej The Boom.
Bardzo dużą popularność zdobyła jego płyta Shima-uta (Pieśń z wyspy) z 1993. Została sprzedana w liczbie ponad półtora miliona egzemplarzy. Tytułowa piosenka była wykonywana nie tylko w Japonii, ale także za granicą. Jej cover w wykonaniu gwiazdy argentyńskiego popu, Alfredo Casero, mimo iż śpiewany po japońsku, stał się oficjalnym przebojem kibiców drużyny argentyńskiej podczas piłkarskich Mistrzostw Świata w Korei i Japonii 2002. Miyazawa i Casero wykonywali wspólnie utwór przed wielką publicznością w Buenos Aires, Tokio i Okinawie.
W 1998 Miyazawa wydał dwie solowe płyty: Sixteenth Moon (London Recording, z Hugh Padghamem), a także Afrosick (Brasil Recording), z brazylijskimi muzykami nowej generacji.
Koncerty solowe (Miyazawa Sick Band) Miyazawa gra w innym składzie i z innymi muzykami, nie tylko zresztą japońskimi. W skład zespołu wchodzi także kubański wirtuoz trąbki Luis Valle i brazylijski perkusista Marcos Suzano. Zespół gra funk, rock, reggae, tworzy muzykę niezwykle oryginalną.
Swój trzeci album solowy zatytułowany po prostu Miyazawa, zawierający duże inspiracje Okinawą, takie jak Okinawa-ni furu yuki (Śnieg na Okinawie) czy Chimuguri utasha, Miyazawa nagrywał w Brazylii, Tokio, Nowym Jorku i na Okinawie.
Jak dotąd, Miyazawa odwiedził Polskę dwa razy. 17 lipca 2003 odbył się koncert w Studiu Koncertowym Radiowej Trójki przy ul. Myśliwieckiej 3/5/7 w Warszawie. Koncert był retransmitowany w radiowej Trójce. Drugie spotkanie odbyło się podczas jego tournée po Europie w 2005. W Polsce odbyły się wówczas dwa koncerty – 4 lutego w Przemyślu i 6 lutego we Wrocławiu. Na konferencji prasowej zorganizowanej po koncercie w Przemyślu, artysta zapowiedział, że jeśli tylko go zaproszą, to przyjedzie znów do Polski na Dni Japońskie w Krasiczynie.